# グラグ・ネット
グラグ・ネット（露: Гулагу-нет、Gulagu.net）は、ロシアの汚職撲滅や囚人の人権擁護を目的としたプロジェクトである。
元実業家で人権擁護者のウラジーミル・オセチキンが創設し、スタッフ・ボランティアと運営を行っている。共同責任者はデニス・プシェニチニー。
囚人（囚人家族）や元囚人からの救援要請・情報提供を受けるホットライン、また公開のGmailアドレスを持っており、刑務所・拘置施設内での拷問・人権侵害について当局側の職員からも内部告発を受け取っている。YouTube・Telegramチャンネルなどで発生した人権侵害を広く周知させて、当局が不正行為をした職員の処分に動かざるを得なくなる状況を作っており、頻繁なストリーミング配信では被害者や元職員・人権擁護者などのインタビューを精力的に行っている。
拷問の被害者や内部告発者は証言をしたことが原因で危害を加えられる恐れがあるため、場合によってはロシアから脱出させている。また、拷問の犠牲となった囚人の遺族の援助（遺体搬送・葬儀の手配や弁護士への支払いの援助）もしているという。

## 概要

### 設立の経緯
2007年、オセチキンは経営していた中古車販売店を調査された際に賄賂を要求され、断わったところ詐欺罪で告発された。7年の懲役刑を宣告されたが、オセチキンは拘置所での人権侵害と不当逮捕を行い有罪判決に導いた法執行機関・監察官たち（後に当局からの解任・有罪判決を受けた）について抗議を続けた。
2011年6月15日に仮釈放後、ロシアでは安全にビジネスを出来ないこと、また刑務所内での虐待の横行を目にしたことから、囚人の権利の擁護のため、オセチキンはグラグ・ネットを立ち上げ人権擁護者となった。

### 活動とロシア当局からの妨害
2013年、ロシア議会で「囚人の権利を保護するためのワーキング グループ」を設立し、オセチキンは議長を務めた。2年の間、ほぼ毎週、囚人や家族、連邦刑務所の職員、弁護士が参加しての会議が開催され、議定書と筆記録に基づき、何十人もの人々が拷問の特定の事実について証言。代理人は調査委員会の指導部、ロシア連邦刑執行庁（FSIN）、および検察庁に問い合わせを送った。その結果、連邦刑務所と内務省の元職員数十人が有罪判決を受けている。
ロシア当局は、グラグ・ネットにFSINとの協力、事前モデレーションシスエムの導入をすることや自己検閲、協議と承認なしに調査を公開しないことを求めてきたが、オセキチンは拒否。交渉の最後には「信用を傷つけるキャンペーンを行う」と当局は脅迫をしてきたという。
その後の2015年9月9日、オセチキンとグラグ・ネットのサイト・コーディネーターの家宅捜索が行われ、サイト・コーディネーターが逮捕された。逮捕されたコーディネーターはモスクワのソコルニキ地区にある刑務所で、捜査官にオセキチンについての証言を行ったと伝わっている。同月13日にオセチキンはフランスに出国、亡命申請を行った。
2019年3月13日、コーディネーターのボリス・ウシャコフが不審な男に銃撃を試みられた。警察に通報すると、警察は精神病院に搬送しようとしたため、ウシャコフは拒否。警察は証拠品の収集をしようともせず、再びウシャコフを病院に連行したが、根拠がないとして医師が診察を拒否したという。この9日前に、ウシャコフはブログでウラジーミル地方の刑務所で行われている拷問への地方FSB職員の関与に関する情報と、証人について記していた。2020年、当局は元内務省捜査官をレイプしたとしてウシャコフを逮捕した。
2020年1月16日、FSBとFSIN職員がプログラマーのアパートを襲撃し、プログラマーは逮捕された。全てのコンピュータ、記録、管理システムへのアクセス権を奪われ、グラグ・ネットの破壊を強制された。また、レジストリ管理者はFSBとの取引を強制された。グラグ・ネットを離れて1年後に薬物事件で逮捕された元コーディネーターが、保安処分との交換条件でプログラマーの個人情報を教え、仮釈放されたという。
同年春よりサイトを再開したが、全てのデータの復元は出来なかった。そのためYouTubeチャンネルを継続しつつ作業を続けている。
同年6月、ロシア連邦通信・情報技術・マスコミ分野監督庁（Roskomnadzor）とFSINは「ロシア連邦の領土で行政違反を犯した疑いがある」とグラグ・ネットを告発。ユーザーの個人データをロシアの法執行機関に転送するよう求めてきたという。しかしこの時点でオセチキンとグラグ・ネットのサイト管理をするコーディネーターやプログラマーはEUに在住し、サイトもヨーロッパのサーバーにあった。このため、同年12月14日、ホロシェフスキー裁判所は当局側の訴えを棄却する判決を下した。
2021年5月24日、ロシアでの活動を一時休止し、グラグ・ネットのスタッフの自由と人命保護のため、スタッフとアーカイブをヨーロッパに移転させることを発表。このとき、全てのスタッフに「グラグ・ネットへの参加を自発的に中止する」か、「ロシアを離れる」ことを提案した。何人かが同意し、EU諸国に亡命して国際保護を受けている。避難せずロシアに留まったスタッフとは、危険にさらさないために協力を停止した。同年、元服役者による大量の情報提供を得て、それを分析・公開しているほか、ロシア当局内部からと見られる告発を受け取るようになった（後述）。
2022年1月、モスクワのコプテフスキー裁判所はボリス・ウシャコフに、無罪判決を下した。被害者を名乗った女性は、詐欺罪で4年の服役をした前科が分かっている。当局は刑事事件についてウシャコフに通知せず、召喚状も送付していなかった。逮捕後は、オセチキンについての虚偽の証拠を提出するよう強要したという。フランスにオセチキンの身柄引き渡しを求めるために証言が使われる可能性があったと報じられている。
同年1月28日、欧州評議会の拷問禁止委員会は、グラグ・ネットよりロシア連邦刑執行庁（FSIN）とロシア連邦保安庁（FSB）による拷問の体系的な性質の具体的な証拠となる200GBのビデオアーカイブを含むハードディスクを受領した。
同年9月19日、Telegramチャンネル「反拷問38（АнтиПытки 38）」の管理者の緊急避難が始まっていることを公表。Tgチャンネル「反拷問38」は刑務所内のサディストを暴露、チェキストとFSINに管理者は1年半以上追われたという。匿名であったが特定され、逮捕されそうになったため、グラグ・ネットは救出を決定。自由主義国家に亡命し、国際保護を受けられるように援助するという。同年11月11日、避難に成功。
2022年ロシアのウクライナ侵攻以降、ロシアの刑務所がウクライナ人捕虜収容所として使われている情報を得たことを発端に、囚人のウクライナへの動員について得た情報の公開、またロシア国内からの救援要請に対する支援も行っている(詳細は後述)。

## 2022年ロシアのウクライナ侵攻関連

### ウクライナ人捕虜の扱いに関する情報
グラグネットはそのホットライン・情報源などから、ウクライナ人捕虜収容所として使われているロシア各地の刑務所や捕虜への非人道的な扱いについて情報を得ている。

#### 刑務所建物内への強制収容所設置
いずれも、もともと拘留・服役していた囚人は他の拘留所・刑務所に移送された。捕虜の監視はFSIN、FSB、ロシア連邦警護庁（FSO）の職員と、活動家の囚人（当局への協力と引き換えに『特権的な拘留条件を得ている者』）により行われているという。
- 2022年5月5日までに寄せられた情報 - ブリャンスク州（ノボジブコフ）第1拘置所、スモレンスク州（ヴャーゼムスキー）の刑務所と所内の精神病院、ロストフ地方（ズヴェレヴォ、カメンスク・シャフチンスキー、タガンログ）の刑務所、トゥーラ地方の刑務所（コムソモリスキー集落）、クルスク州第1拘置所、ボルゴグラード州（カミーシン）第2拘置所[36]
- 同年11月16日までに寄せられた情報 - ボルゴグラード第19・16刑務所、ウラジーミル第7刑務所[37]、クラスノダール第14刑務所[38]

#### ウクライナ人捕虜への虐待
- 2022年5月25日、アゾフスタリ製鉄所から捕虜を輸送したバスの運転手の発言の音声データを公開。その内容によると、ロシア兵は捕虜に機関銃を突きつけ「起き上がろうとしたり、口をきいた者は撃つ」と脅した。捕虜たちは頭を床につけたまま、移動中はトイレで用を足すことも許されず、ズボンの中に排泄を強いられるなどの非人道的な扱いを受けたという[39]。
- 同年7月5日には、オレニフカ（エレノフカ）の強制収容所に「移送」される前にノボアゾフスクで捕虜が受けた拷問の内容について得た情報を公開。それによると、ロシアの治安機関は「捕虜交換や国際監視団が強制収容所に入った場合、目に見える痕跡を残さない方法を使って」捕虜たちを拷問した。飲食・睡眠をさせず、トイレで用を足すことを許さず、心理的圧力をかけ侮辱し、一部の捕虜に対しては水による拷問や傷に針を刺す拷問まで行っている。その目的は、ウクライナ軍とウクライナ保安庁（SBU）の指導者に対して必要な「証拠」の提出を強制することであり、多くは白紙もしくはロシア語で作成された文書に署名することを余儀なくされたという[40]。
  - 同年7月28日には親クレムリンのTelegramチャンネルで捕虜への残虐行為の後に処刑した動画が共有され[41]、翌29日にオレニフカ捕虜収容所爆発事件が発生した。
  - 同年9月1日、ザ・インサイダーが捕虜交換で戻って来た兵士たちのインタビューを掲載。兵士3人は拷問に至る行為は自分たちにはなかったが、取り調べ中に殴られたり、酔っぱらった司令官から傷口に針を刺すなどの虐待をされたと話した。このため、他の捕虜に拷問が行われた「可能性を否定しない」と答えている。またアゾフ連隊司令官のデニス・プロコペンコは、オレニフカにいてそこから連れ出されたという[42]。
  - 同年9月21日の捕虜交換[43]で戻ってきた兵士の多くが拷問を受けていたことをウクライナ当局が明らかにした。兵士たちの一部は、ウクライナの病院でリハビリを受けているという[44]。ウクライナ軍第36旅団の軍曹ミハイロ・ディアノフは、YouTubeチャンネル「Front18」のインタビューに応じ、殴打やスタンガンによる暴行を受け、爪の下に針を刺されたと証言した[45][46][47]。
- 同年9月21日、連邦刑務所内の情報源から受けたウクライナ人捕虜への虐待を告発する情報を公開。それによると、ヴォロネジ地区のボリスグレブスクにある裁判前拘置所と刑務所（計2施設）に、ウクライナからの戦争捕虜が250人以上収容されており、毎日、FSINの地域機関に配属された職員から身体的虐待を受けているという。日中は讃美歌や詩・歌を歌い、医療提供は名目上の状態で、複数回の殴打による死亡が確認されている。またトヴェリ州の裁判前拘置所でも同様の行為が行われ、200人以上の収容者に対し、サンクトペテルブルグとプスコフ、ハカス共和国からサディストが派遣されているという。告発者は「私たちはすべてを理解しており、全員が責任を負うことになります。しかし、全員が完全なクズというわけではなく、恥ずかしくて参加できない人も多い」と綴っている[48]。

#### ウクライナの囚人を虐待・連行
- 同年11月10日、ホットライン・情報筋より、ウクライナ領からロシアの刑務所に連行された「囚人」について得た情報を公開した[49]。占領地の刑務所の管理をロシアが行っている間、拷問・虐待により多くの犠牲者が出た。そのため、囚人が国連・ハーグに超法規的殺害を証言することをおそれての連行とFSIN内の情報筋は述べているという[50]。
  - ヘルソンからクラスノダール地方の第14刑務所に11月5,6日に囚人たちが連行された。クラブと呼ばれる場所で、裸で座らされ、殴打された。FSINの管理局や特殊部隊、刑務所長はじめスタッフなどが拷問に参加。目が腫れたり、切り傷を負った者、結核患者やHIV感染者もいる。同月22日現在、253人が収容されており、うち40人ほどは年内に釈放されなくてはならないという。
  - ウクライナ領から連行され、そこで刑期を終えた囚人たちが、ヴォルゴグラード州の第26刑務所の拷問室に連行され、殴打され、嘲笑われた。輸送隊スタッフによると、ウクライナから2000人の囚人が移送され、多くの刑務所施設に収容されているという。

### 刑務所からの志願兵募集・連れ出し
国防省やロシア連邦保安庁（FSB）職員、ワグネル・グループ（経営者エフゲニー・プリゴジンや共同創設者ドミトリー・ウトキンが訪れたという報告もあり）がロシア各地の刑務所の囚人からウクライナへの志願兵を募集し、刑務所から連れ出しているという情報を得ていることを明かしている。ロシア軍は懲罰部隊の組織のためであるという。
グラグ・ネットの情報筋によると、プーチン大統領と合意のうえ、ロシア検察庁と共謀し、FSINが文書を大量に改ざんしている。個人ファイルから刑罰の削除、被害者への賠償請求に関する文書の偽造、実際に罹患していない病名がつけられ、法的手続きを回避して軍事目的の「恩赦」を行っており、恩赦された者たちは（10月11日現在で）すでに500人以上が死亡しているという。
志願兵募集が報告されている地域は、サンクトペテルブルク・イワノヴォ州・ロストフ地域・タンボフ地方・サラトフ地方・トゥーラ地域・サマラ州・ウリヤノフスク地方・ペルミ地方・タタールスタン・コペイスク・チェリャビンスク地方・スベルドロフスク地方・ニジニ・ノブゴロド地方・カルーガ地方、リャザン地域。
囚人の連れ出しが報告されているのは、クラスノダール地方・ロストフ州・サマラ州、モルドヴィア・ウドムルト共和国・ペルミ地方・トムスク地域・アルハンゲリスク地方・スタヴロポリ準州、沿海地方などである。
- このほか、年金受給者[73]・債務者[74]なども勧誘しているという情報も寄せられているという。
- 9月14日、刑務所を訪問し囚人を募集するスピーチをするプリコジンの姿を撮影した動画がアレクセイ・ナワリヌイのチームにリークされ、Telegramチャンネルにアップロードされた[75][76][77]。同月16日、グラグ・ネットはロシアの全ての囚人に向けてウクライナへの軍事侵攻に一切加担しないよう呼び掛ける声明を行った。[78][79]。
  - 以降、ワグネル・グループとプリコジンが赴く刑務所では数日前から情報の遮断が行われるようになった。ゾナテレコムの通信が切られ[59][61]、刑務所内のビデオカメラがオフとなり、職員もレコーダーを持っていない状態となった。小包受け取りや長期面会の停止、公衆電話の電源のオフ[62][63][64]、移動禁止、「隔離」のアナウンスなど[65]が報告されている。囚人や刑務所職員は「携帯からプリゴジンの写真が1枚でも出たら、厳しい処分を科す」[63]「裏切り行為にはウクライナ送りの制裁がある」などと言われたという[80]。プリコジンは携帯電話でワグネル・グループの規定の違反者を射殺する動画を囚人に見せている[61]。
- 10月21日、武装囚の映像（写真と動画）、数千人の囚人がサインを強要されている契約書を公開した。
  - スタプロポリ地方の第4刑務所（北コーカサスの元治安関係者を収容）から266人の囚人をウクライナに連行。ザポリージャで解放し武装させ、略奪を許可。動画[81]には、武装囚たちがウクライナ人の家に住み、運転手として使役し、車や殺した家畜を奪い、シャシリクを作る様子が写っている。2021年に強盗殺人で懲役19年の判決を受けた者が部隊長、殺人や拷問の罪で服役中の者たちが分隊長・砲手・整備士に任命されていた[82][83]。
  - オセチキンは「彼らは最長で20年の判決を受け、判決から1年半か2年で外に出てきてしまう。仮釈放や恩赦の対象となる事項があるわけではない。判決と同時に書類を偽造し『矯正の道を歩み、釈放に値する』という情報をモスクワに送るのだ。私たちは国家と法体系の破壊を目の当たりにしている」と説明。Kavkaz.Realiiはスタポロポリ地方の連邦刑務所はコメントを拒否したと伝え[33]、リストにあった囚人が起こした事件の詳細を報じている[84]。ザ・インサイダーは提供を受けたメールや契約書などの文書内容などから囚人がワグネルと契約した事実を確認。契約書には親族のデータの明記を求められ、遺体は引き渡されるのではなく、火葬される権利があると書かれていたという。また囚人は戦場でワグネル・グループから拷問と脅迫を受けていると報じている[85]。
- ジャーナリストのヴォロディミル・ゾルキンの協力も得て、元囚人の捕虜のインタビューが行われた[86][87][88]。この元囚人は、8月初旬にロシア軍と契約、2ヶ月弱の戦闘後に重傷を負い捕虜となった。前線での恐怖体験や、司令官が死者や重傷者を放置し陣地から逃げ出す有様を話している。「囚人は最前線に送られながら、最後の瞬間に釈放される」とゾルキンは述べているという[70]。グラグ・ネットは、ウクライナはロシア人捕虜にジャーナリストや弁護士が面会できるが、ロシア軍はウクライナ人捕虜に赤十字の代表者の面会すら許していない事を指摘、ウクライナ人捕虜に国際人権団体が1000人以上のウクライナ人を訪問し拘束状況を確認できるようロシア当局に訴えている[89]。

#### ウクライナに送られた囚人の戦死
8月9日 - 映画監督ニキータ・ミハルコフがロシアのTVチャンネルと自身のYouTubeチャンネルで、囚人コンスタンチン・トゥリノフが7月14日にウクライナで死亡したことを言及した件について、当局による囚人の勧誘を正当化するものであるとして批判した。トゥリノフは、2019年8月に同房者を自白強要のため拷問していたことをグラグ・ネットに告発されていた。同月26日、7月に刑務所からルガンスク・ドネツク人民共和国に送られていた囚人の家族が、8月初旬にエフゲニー・プリゴジンのグループ会社の事務所で、プリゴジンの部下から最初の給与として151,000ルーブルの現金入り封筒を受け取った経緯についてストリーミング配信にて説明。なお、報酬を受け取れなかった家族もある。
以降も、囚人の家族・ホットラインより、囚人の戦死の報を受けている。連れ出された場所はサンクトペテルブルグ・カルーガ地方・イヴァノヴォ地方などで、戦死した場所はウクライナ東部のドネツク地方、ソレダルなど。プーチン大統領やルガンシク・ドネツク首長から勲章を受けたという。

#### 囚人に対する超法規的処刑
- リャザン地域の刑務所から動員され、9月初旬にウクライナ軍に降伏し捕虜となった元囚人が「裏切り者」として超法規的に処刑された。動画はワグネル・グループに近いとされるTelegramチャンネルGrayZoneで11月12日に公開され[98][99]、元囚人が受けた残虐行為を家族は目にした。家族は、逮捕・拷問を恐れているという[100]。
- カルーガ州の刑務所から動員された元囚人は、ルハーンシク近くのキャンプに送られ、第7独立自動車化狙撃旅団の第7中隊に組み込まれた。部隊の約50％が死亡する状況の中、繰り返し負傷したが、ウクライナで死亡した息子の復讐のため前線に戻り、旅団の指揮官にまでなっている。11月20日、特殊部隊に病院から連れ出されたと妻に電話[101]。 12月1日にロシア国防省が妻に連絡し、11月25日に元囚人が榴散弾による負傷と頭部への強い打撃によって死亡したと語った。頭蓋骨が壊れたと説明しており、すぐに遺体と書類が入った亜鉛の棺が妻のもとに送られると約束したという[102]。

### ロシア国民からの救援要請
ロシア軍の軍人本人や家族・友人による救援要請が増えており、「戦場を離れ、ロシア領に戻りたいが司令官が軍事行動を強制している場合」助力するとしている。
8月14日、ホットラインからウラジオストク第49刑務所などにロシア軍の徴用兵20人と契約軍人4人が服役中であるという情報が入ったことを公表。ウクライナ侵攻の拒否者であるという。ウラジオストクに収監することによって、弁護士との連絡やメディア・ジャーナリストとの接触を断つ意図であるとみられる。

#### 強制連行・拒否者の救援要請
- 9月19日、「特別軍事作戦」参加拒否者（PMCへの協力拒否、オルラン10・電子戦システム Leer-3 UAVのオペレーター）の緊急避難が始まっていることを公表[29]。
- 9月24日、チェチェン共和国でパスポートを申請した男性が誘拐され、家族からの救援要請を公開。申請後に窓口に出向いて情報を確認するよう電話があり、出向いたところ、グロズヌイの内務省に不法に拘束された。カディロフツィは男性がウクライナでの「特別作戦」に参加するため動員されると主張していたが[105]、情報公開後に男性は釈放された。チェチェン当局は行政違反での拘束であったと主張し、問題を周知した投稿を削除するよう要求してきたが、グラグ・ネットは拒否[106]。

#### 前線からの救援要請
- 7月21日、ロシア国家親衛隊の契約ドライバーの友人から救援要請。眼病を患って医療援助を求めたが、指揮官に虐待されたため「公にする以外にない」と本人が判断し、同月25日にグラグ・ネットのストリーミングでインタビューに応じた[107]。その後、契約ドライバーはロシアに戻り、作戦への参加拒否をして、自宅で治療を受けている[108]。
- 10月18日、第27独立親衛自動車化狙撃旅団の通信兵からの依頼を受け、通信兵が撮った動画を公開[109]。西部軍管区の司令部が2500人以上の人員に故障した古いラジオを支給し、近い将来、通信手段をなくすことを計画していると通信兵は訴えた。大佐や将官は通信兵をなだめるため、緊急に自費で民間からラジオを購入して渡しているという[110]。
- 11月3日、動員兵（第252親衛自動車化狙撃連隊・他の大隊・2個中隊、1個小隊など）から救援要請。サブマシンガンと手榴弾しか持っていない状態で前線に送り込まれ、迫撃砲などの重火器での攻撃を受けた。命令や指揮官とのコミュニケーションも無く、死傷者が出て、食料・水・弾薬が尽きて退却。軍部隊を探し辿り着いたが、全員不法滞在と言われ、ロストフ地方のチェルトコボ検問所に徒歩で向かったところ、検問所で39人の動員兵たちはルガンスク人民共和国内の司令官事務所に連行された。前線に送り返されるか脱走兵として投獄されるかの二択となったという[111][112]。

#### 内部告発者の保護
2022年にグラグ・ネットが支援した内部告発者のほぼ全員が、戦争犯罪者・サディスト・殺人者などを暴露するため、市民としての立場を表明して証言している。グラグ・ネットは戦争犯罪・拷問・殺人および人道に対する罪の捜査に協力するため、持っている情報・データをウクライナ大使館を通じて捜査当局に引き渡したことを12月24日に公表した。
- 10月5日、FSBの憲法秩序保護局 (UZKS)・モスクワ地方の総局と関係を持っていた者の避難完了を公表。4ヶ月以上かかった避難には、シカゴの人勧活動家たちの助力を得たという[115]。
- 10月13日、元FSB職員と元ワグネル・グループ職員(計2名)の避難成功を公表。いずれも、ハーグの法廷で国際刑事裁判所（ICC）調査官に詳しい証言をする準備ができている者であるという[116]。
  - 元FSB職員は、内務省・国防省を経てFSBの診療所に勤務[117]。患者のファイルにアクセスできる医師で、ウクライナ侵攻に関連した文書の流れ・防諜部門と国防省を通じて最近行われたプロセスを知っており、段階的に公開予定[118]。「戦争を戦争と呼び、同僚に参加を止めるよう頼み、ロシア軍が被った途方もない損失と何人の犠牲者を出しているかを話す」という[35]。
  - 元ワグネル・グループ職員は、ロシア国防省とGRUのもとでワグネル・グループが設立された経緯、ロシア国防省がワグネルに融資し援助するシステムの確立の経緯を話した[119](後述)。また、ウクライナ東部での破壊工作、クリミアの併合後に紛争を煽り、クリミアの分離主義者たちに武器供与をしていたことがこの人物の話で分かっている[35]。
  - また、ある裁判所所長はEUに飛んでおり、FSBとプーチン政権がどのようにして独立した司法制度を吸収して裁判官を服従させ、当局からの電話連絡で「筋書き通りの決定を下す組織」に変えたかについて、かなり詳細で一貫した証言をしているという[118]。
- 11月16日、第64独立自動車化狙撃旅団の通信部隊に所属していた兵士のスペインへの避難成功を公表。反戦の立場ゆえ最も過酷な作業に回され、腰を痛めて戦線を離脱しており、ハーグと国連の調査に協力する意思を伝えてきた者だという[120]。
- 2023年1月15日、ワグネル・グループの元隊長（後述）がノルウェーへの脱出に成功し、当局の保護下にあることを公表した[121]。オセチキンはCNNの取材に応じ、11月末に友人から連絡を受けた後に援助を始めたことを説明し、「ワグネル・グループへの彼の参加に関して、彼の行動を正当化しようとしているわけではありません。しかし、ロシア人とウクライナ人の両方を殺すテロ組織として、彼がワグネル・グループから逃げることにしたことは理解されるべきです」と述べている[122]。

#### 保護した内部告発者とのトラブル
8月1日、第56独立親衛空中襲撃旅団の兵士パベル・フィラフィエフは、ストリーミング配信でウクライナに派兵された経緯を話し、ロシアが戦争を止めるべきという考えを表明し、回顧録「ZOV 56」(『助けを求める』の意)を発表した。この配信中に「回顧録出版の収益を寄付したい」と申し出た善意を信用し、グラグ・ネットはフィラフィエフのロシア脱出を援助した。
フランスに亡命と国際保護を申請後にオセチキンに初めて面会した折にも、フィラフィエフは改めて寄付を申し出た。そのため、回顧録の著作権をグラグ・ネットとNDF(新反体制派財団)に譲渡する契約、エルサレムの出版代理店の支援を受けて13ヵ国の出版社との契約が締結された。そのうえで、ウクライナ人を支援する団体やヴォロディミル・ゾルキンが監修するロシア人捕虜・死亡者の身元確認をするプロジェクトに寄付されるよう準備がなされ、出版社から前払い金として20万ユーロが入金予定であった。
フィラフィエフは、ハーグの調査官が来る前日に滞在先を出奔し、グラグ・ネットに対して「詐欺的に脅迫されて、著作権譲渡契約をさせられた」という訴訟を起こした。事実無根の主張に、フィラフィエフのロシア脱出・亡命生活を援助してきた人々はショックを受けているという。また援助をはじめた8月にフィラフィエフがワグネル・グループのモルキノ基地にいたことが判明したことなどから、回顧録の内容についてファクトチェックが行われるという。
フィラフィエフは、フランスのウクライナ大使館での聴取と捜査官への証拠提出を拒否している。
2023年7月18日、フランスがフィラフィエフに政治亡命を認めたことが報じられた。フランス難民・無国籍者保護局（OFPRA）は「OFRAには亡命申請者の守秘義務を尊重する義務があるため、パベル・フィラチェフ氏に関する質問には、たとえ彼が率先して状況を公表したとしても答えることはできない」とコメントしている。同年9月11日、プロエクトはフランスの裁判所がフィラフィエフの訴えを認め、オセチキン側に賠償金の支払いを命じていた経緯を報じた。

## 主な内部告発と分析
内部告発について、その分析・公開を行っている。証拠となる大量のデータを伴うものもあり、以下、その主な例を挙げる。

### サラトフ地方の元服役者による告発
告発者のベラルーシ国民セルゲイ・サヴェリエフは、2013年にクラスノダール地方で違法な薬物取引をしたとしてFSB職員に逮捕された。治安部隊による暴力を初めて経験し、ほぼ1年半の裁判で9年の禁固刑を宣告され、サラトフ地方の刑務所に移送された。公判前拘置所・刑務所の職員や他の受刑者（刑務所と結びついた『活動家』）に頻繁に殴打されてきた。その後、結核の可能性のある症状により、刑務所病院に移送された。移送先の病院では虐待を体験することはなく、サヴェリエフにコンピュータが扱えることを知った職員が刑務所のセキュリティ部門で監視カメラの映像を記録する仕事を与えた。職員は2年間サヴェリエフを監視し、秘密を守れるかどうか確かめたという。
サヴェリエフは刑務所内での「特別なイベント」である拷問の映像の「管理」を任されていた。刑務所管理者から、特定の受刑者（活動家・エージェント）にビデオカメラの提供をするよう指示され、拷問が終わって返却されたビデオカメラから動画ファイルを確認すること、すべてのファイルをロシア連邦刑執行庁（FSIN）の指導者に提出すること、ファイルをどうするかについての指示を受け取って保存もしくは削除することがその内容であったという。
これらのデータが「被害者に対するその後の脅迫の材料として、FSINのコンピュータに保存されるべきではない」と考えたサヴェリエフは、2年間に渡ってFSINのコンピュータから拷問や性的暴行の動画ファイルをコピーして保存し、FSINの内部ネットワークにアクセスして他の地域の刑務所からもデータをダウンロードした。
2021年に釈放後、サヴェリエフは収集してきたデータをグラグ・ネットに提供。グラグ・ネットは、同年10月の初めから、刑務所での拷問を収録した動画を公開した。40GBの動画・写真・資料の提供によるもので、これにより被拘禁者の拷問にFSINの職員が関与していたことが証明された。同月にサヴェリエフはロシアを出国し、フランスで亡命を申請した。合計で2TBのデータの持ち出しに成功しているという。ロシア当局は複数の刑務所職員を処罰し、サラトフで刑務所のトップが辞任。当局がサヴェリエフの逮捕のための国際令状を発行したことについて、本人は「事実、それは罪の認め、自白だ」と述べ、脅迫を受け続けていることを明かした。ロシア出国後、サヴェリエフはグラグ・ネット（ホットライン）のコーディネーターを務めている。
2022年8月10日、BBCはグラグ・ネットとサヴェリエフ、拷問の被害者や弁護士などに取材したドキュメンタリーを公開した。撮影自体は2021年に行われており、FSBの将軍によって構築されたロシアの刑務所における「拷問システム」の存在、またロシア当局が自白偏重であるため犯罪捜査を担当する者が拷問の主な扇動者であることが報じられることとなった。

### 自称FSB職員からのメール公開
2021年10月より「Wind of change（FSB内部のアナリスト）」を名乗るメールが届くようになり、2022年ロシアのウクライナ侵攻直前の同年2月19日に「ウクライナの拘留施設で拷問が行われているという『偽情報』が出回る」との警告を受けたという。その2日後にそれを裏付ける情報を得た、とオセチキンは毎日新聞のオンライン取材に応えている。
2022年2月24日以降もメールを受け取っており、グラグ・ネットのYouTubeチャンネル、オセキチンのFacebookで公開しているほか、ウクライナ系アメリカ人のイゴール・スシュコが英訳をしている。この一連のメールについては、調査報道サイト「ベリングキャット」の事務局長クリスト・グロゼフが、3月に入ってからFSBの複数の情報源に確認したことを明かした。彼らはこの内部告発者について本物のFSB職員だという見方を示しているという。

### ロシア国防省の腐敗についての内部告発
内部告発者は、ロシア連邦警護庁軍事防諜部門 (FSB DVKR) 所属と見られる。ロシア軍の核弾頭・ミサイルの保管施設や核ミサイルの品質について問題があることの証左として、2022年5月に700MBのデータがグラグ・ネットに提供され、分析中であるという。どこに飛び落下するか不明のミサイルも存在していることから、「責任を持って、ロシアは21世紀における人道主義や戦争の許容性を考えると同時に、自衛のために緊急に戦争を停止する必要があると宣言する」とグラグ・ネットはコメントしている。
2022年6月22日に発生したウラジーミル地域のキルジャチにある武器庫爆発について、兵器庫の技術文書を所持しており、建設におけるデータから多くの違反が分かっているとオセキチンは述べた。この武器庫建設で、陸軍の将軍が不正な利益を得たという。

### 元ワグネル・グループ傭兵の証言
アレクサンドル・ズロデエフの証言
アレクサンドル・ズロデエフは元傭兵で、後にワグネル・グループ本部の役職を兼任し、シリアから戦闘の進捗状況を報告していた。「階層間の問題で」で2017年に追放後、2022年10月にビザも滞在許可もないまま家族のいるフランスに向かい、待機施設に収容された。しかし同年10月20日にフランスの裁判所はズロデエフを釈放し、民間軍事会社のオルグであるプーチン大統領とエフゲニー・プリコジンの犯罪行為について証言する機会を与えるという決定を下している。
ズロデエフはセルビア出身の戦友に誘われ、クラスノダール地方のモルキノの訓練場で最初の契約をした。この訓練場は、GRUの特殊部隊が配置されている南部軍管区の訓練場で、当時は元軍人の口コミで採用情報が伝わっていたという。ワグネルと呼ばれるようになる以前のことで、モスクワ地域に登録されている会社との契約であった。訓練場にいる間は月6万、配置されると13～15万ルーブルが支給されたという。その出処はGRUで、第10独立特殊任務旅団の基地などから装備・武器・弾薬を受け取っており、本部・キャンプ・訓練センターは隣接していた。当時はロシア軍との関係は良く、司令官が一緒にジョギングするなどの親しさがあったと話している。
司令官のドミトリー・ウトキンは、2013年から第2独立特殊任務旅団第700独立特殊任務支隊の司令官を務めていた。退役後に「モラン・セキュリティ・グループ」に参加、2014年からは自身のコールサインにちなんで「PMCワグネル」と仮称した部隊の指揮官を務めている。アンドレイ・トロシェフ(元北西連邦管区緊急対応特殊課所属)もモルキノに来て、警備を指揮していた。一方、FSBとの間には緊張感があり、ズロデエフはFSBにエージェントとして勧誘されたことがあるという。
プリコジンは後から関わってきた者で、この時から事務方が送り込まれ、給与が減らされ「戦闘報酬」がカウントされるようになった。プリコジンは「セルゲイ・セルゲイヒ」「ニコライ・ニコライヒ」というコールサインを持っており、それが誰のものであるか全ての傭兵は知っていた。ズロデエフはシリアでパルミラの最初の占領時にパルミラの本部にいたプリコジンと通話したことがあり、プリコジンは主に死傷者数について興味を示した。現地の地上作戦はワグネルがほぼ独占的に行っており、時折関わった特殊作戦軍は偵察や航空に携わっていた。ワグネルの傭兵たちは国防省からフメイミム空軍基地への通行許可証を与えられていた。
しかし、パルミラ占領後にプーチン大統領がプリコジンを称賛し、ショイグ国防相がそれを嫌ったことで対立。それが2018年にガス田に近いハシャム付近でのワグナーの損失の原因となっている。傭兵が油田を占領し始めたとき、NATO軍がロシア国防省に電話して問い合わせたところ、国防省は関与を否定。その後、NATO軍からの発砲があったとズロデエフは説明している。
ズロデエフはロシア連邦の特殊部隊やウラル国内軍管区などにも情報源を持ち、ウクライナ侵攻では最大で8割の隊員を失ったという情報も得ている。今日の戦争でロシアが勝つ方法はないと見ており、ワグネルの傭兵と言えどもその数を数百倍にする以外に考えられないが、創設当時から経験豊富な傭兵が沢山殺されており、その穴は囚人や軍隊経験のない新兵の寄せ集めで埋まらないとしている。ワグネルの傭兵は戦争が始まって以来すでに数千人が死亡しており、全部で8000人を超えないと話している。
アレクセイ・メドベージェフの証言
アレクセイ・メドベージェフは2022年7月6日にワグネル・グループと契約、第7突撃隊第4小隊第1部隊長として配属され、バフムートの近くで戦闘行為に参加していた。同年8月から囚人兵（自爆テロ兵）を前線に送り込む役割を担っており、敵の大砲の位置を探るために使われた600名の囚人兵の9割が犠牲となったため、週1回、損失分の補充が行われていたと話している。契約以来、給与を受け取っておらず、また同グループは味方の遺体を現場に埋葬して「行方不明者」にしており、死亡した友人の妻子は何の支払いも受けられなかった。
同グループには超法規的な処刑を行う部隊（Myod）があり、元および現FSB職員で構成されている。命令に従わない前線の囚人の処刑が任務で、投降してきたウクライナ兵の処刑もしている。元隊長は兵士10名の処刑について個人的に知っており、何人かの処刑に立ち会った。囚人兵が命令拒否をするのは基本的には恐怖からであったが、そのようなときにMyodの将校が呼ばれ、他の囚人たちを脅迫するために面前で処刑が行われた。10名のうち2名は囚人兵ではない負傷兵で、病院から脱走したが国境で捕まり、処刑された。Myodは明らかにサイコパスの者たちで構成されており、囚人兵は接触を全力で避けようとしている。犯した戦争犯罪の内容を考えると、最終的にこの者たちも「清算」される可能性が高いと元隊長は見ているが、Myodたちはそれを理解しているようには見えないという。
元隊長の当初の契約は4ヶ月で、契約期間を終えてロシアに戻るつもりでいたところ、一方的に6ヶ月、8ヶ月に任期延長を告げられた。それを拒否したところ、自分の部隊の「穴」に放り込まれたと述べている。自分が指揮する部隊の囚人兵の助けを借りて、元隊長はロシアに脱出した。元隊長は契約をしたことを後悔し、ロシア当局に保護を求めていた。しかし同年12月15日にロシア内務省に逮捕され、ワグネル・グループ（Myod）に引き渡されるという情報を得てグラグ・ネットは急きょインタビュー動画を公開。その後、ロシア当局に釈放された元隊長は、2023年1月12日にムルマンスク地域のニケル村の近くでノルウェーとの国境を越え、町の住民に警察を呼ぶよう頼んだ。元隊長は不法通過の罪で起訴され、司法当局に全ての事情を説明。オスロの収容施設に連行され、政治亡命を申請したという。メドベージェフの弁護士はノルウェー放送協会の取材に応じ、メドベージェフは入国管理局から事情聴取を受けており、これからあらゆる方法で調査されることは明らかで、また発言の信ぴょう性を確認する必要があると述べている。
同年1月19日、ノルウェーの司法当局が証言者としてのメドベージェフの安全確保を最優先し警備を強化し、メドベージェフや弁護側・調査機関の利益を損なわないようこれ以上の詳細の開示は倫理的に問題があると判断したことがグラグ・ネットにより公表された。